# Cavades (neto de Cavades I)
Cavades foi um nobre persa do século VI, neto do xá Cavades I, filho de Zames e sobrinho de Cosroes I (r. 532–579). Em 532, quando era uma criança, uma conspiração foi arquitetada para derrubar seu tio e instalá-lo no trono como rei, com seu pai como regente. A conspiração foi descoberta e todos os envolvidos foram mortos, junto com possíveis rivais do rei, exceto Cavades que estava fora da corte com seu guardião Adergudunbades.
Quando Cavades cresceu, recebeu alguns fundos e foi enviado para um lugar seguro. Em 541, contudo, o plano foi descoberto, e Adergudunbades foi morto. Apesar disso, Cavades, ou alguém alegando ser ele como aponta Procópio de Cesareia, chegou em Constantinopla, no Império Bizantino, onde foi honrosamente recebido pelo imperador Justiniano (r. 527–565). Em 552, Cavades acompanhou Narses em sua expedição à Itália, comandando uma força de desertores persas.